# Duque de Caxias
Duque de Caxias is een Braziliaanse gemeente en stad in de deelstaat Rio de Janeiro en maakt deel uit van de grootstedelijke mesoregio Rio de Janeiro en van de microregio Rio de Janeiro. Bij de volkstelling van 2022 had Duque de Caxias 808.161 inwoners.

## Geografie

### Aangrenzende gemeenten
De gemeente grenst aan Belford Roxo, Magé, Miguel Pereira, Nova Iguaçu, Petrópolis, Rio de Janeiro (Zona Norte met de wijken Cordovil, Jardim América, Parada de Lucas, Pavuna, Vigário Geral) en São João de Meriti.

### Hydrografie
De stad Duque de Caxias ligt aan de rivier de Pavuna op de grens met de stad Rio de Janeiro. De Saracuruna vormt de gemeentegrens met Magé. Samen met de rivieren Iguaç en Sarapuí, monden de rivieren uit in de Baai van Guanabara.

### Beschermde gebieden
Bosgebieden
- Área de Proteção Ambiental São Bento
- Reserva Biológica do Tinguá

## Verkeer en vervoer

### Wegen
Duque de Caxias is met de omliggende gemeenten verbonden met de hoofdwegen BR-040 (noord/zuid) en BR-116/BR-493 (oost/west). De RJ-071, RJ-085, RJ-101 en RJ-115 zijn een aantal regionale wegen. Door het centrum lopen een aantal hoofdstraten.

### Bus
In het centrum ligt het busstation Terminal Rodoviário de Duque de Caxias.

### Spoor
In de gemeente zijn 10 stations. De lijn Linha Saracuruna verbindt de gemeente met het hoofdstation Central do Brasil in het centrum van Rio de Janeiro. En via de lijnen  Linha Vila Inhomirim met de gemeente Magé en Linha Guapimirim met de gemeente Guapimirim.
| Station                  | Lijn                                                   |
| ------------------------ | ------------------------------------------------------ |
| Estação Duque de Caxias  | Linha Saracuruna                                       |
| Estação Corte 8          | Linha Saracuruna                                       |
| Estação Gramacho         | Linha Saracuruna                                       |
| Estação Campos Elíseos   | Linha Saracuruna                                       |
| Estação Jardim Primavera | Linha Saracuruna                                       |
| Estação Saracuruna       | Linha Saracuruna Linha Guapimirim Linha Vila Inhomirim |
| Estação Morabi           | Linha Vila Inhomirim                                   |
| Estação Imabariê         | Linha Vila Inhomirim                                   |
| Estação Manoel Belo      | Linha Vila Inhomirim                                   |
| Estação Parada Angélica  | Linha Vila Inhomirim                                   |

## Bekende inwoners van Duque de Caxias

### Geboren
- Roberto Dinamite (1954-2023), politicus en voetballer
- Hugo Alves Velame (1974), voetballer
- Maicon Marques (1990), voetballer
- Marlon Santos da Silva Barbosa, "Marlon" (1995), voetballer
- Marcus Wendel Valle da Silva, "Wendel" (1997), voetballer
- Hugo Souza (1999), voetballer
- Alexsandro (1999), voetballer